# Llanddulas and Rhyd-y-Foel
Llanddulas and Rhyd-y-Foel är en community i Storbritannien.   Den ligger i kommunen Conwy och riksdelen Wales, i den södra delen av landet, 300 km nordväst om huvudstaden London.
Större delen av befolkningen bor i byn Llanddulas vid kusten. Rhyd-y-Foel ligger 1,5 kilometer från Llanddulas.